# Groß Laasch
Groß Laasch est une municipalité allemande du land de Mecklembourg-Poméranie-Occidentale et l'arrondissement de Ludwigslust-Parchim.

## Personnalités liées à la ville
- Adolf Hamann (1885-1945), général né à Groß Laasch.